# Eudioctria nitida
Eudioctria nitida là một loài ruồi trong họ Asilidae. Eudioctria nitida được Williston miêu tả năm 1883. Loài này phân bố ở vùng Tân Bắc giới.